# Lego Бэтмен: В осаде
«Lego Бэтмен: В осаде» (англ. Lego DC Comics: Batman Be-Leaguered) — короткометражный телевизионный мультипликационный фильм, предназначенный для домашнего просмотра и основанный на персонажах «DC Comics». Фильм является вторым в линейке «Lego DC Comics» и вышел 27 октября 2014 года на канале «Cartoon Network».

## Сюжет
В Готэм-Сити Бэтмен сражается с Мэн-Бэтом и Пингвином. Внезапно появляется Супермен и предлагает Тёмному Рыцарю присоединиться к Лиге Справедливости и свою помощь. Гордый Бэтмен заявляет, что справится сам. Злодеям не помогает даже появление Джокера.  Внезапно Супермен, Пингвин, Джокер и драгоценный камень исчезают.
После исчезновения Супермена, которым очень возмущена Лоис Лейн, Бэтмен связывается с Флэшем, и они отправляются на поиски. В Египте они пытаются помешать Капитану Холоду украсть обелиск, однако злодей вместе с реликвией и Флэшем также исчезают.
Зная, что на обелиске были символы Атлантиды, Бэтмен связывается с Акваменом. Под водой они пытаются помешать Чёрной Манте похитить Священный Трезубец Посейдона. Как и прежде, реликвия исчезает вместе с Акваменом и его противником.
Чтобы предотвратить исчезновение Чудо-женщины и Киборга, Бэтмен отправляется в Метрополис, где обнаруживает героев, сражающихся с Лексом Лютором в костюме робота за эмблему издательства «Daily Planet». Как и предполагалось, исчезают все участники и объект конфликта, кроме Бэтмена, который уже догадался, кто стоит за всем этим.
Отправившись в Зал Справедливости, Тёмный Рыцарь обнаруживает там своего самого ярого фаната — беса Бэт-Майта. Это он похитил членов Лиги Справедливости и реликвии. Бэтмен ничего не предпринимает, чтобы освободить героев, и Бэт-Майт, используя похищенные предметы, создаёт смертельный луч, способный убить героев. Однако, послушавшись Бэтмена, члены Лиги не стали применять свои сверхспособности, а просто открыли дверь и вышли из покрытой криптонитом клетки. Бэтмен незамедлительно принимает приглашение в Лигу Справедливости.
Увидев, что его план провалился, Бэт-Майт призывает похищенных злодеев, но герои легко побеждают их. Злобный бес больше не хочет быть фанатом только Бэтмена, но всей Лиги Справедливости, и исчезает. Супермен рад, что обрёл нового друга, однако Бэтмен желает присоединиться к героям, чтобы узнать как можно больше о криптонианце.

## Роли озвучивали
- Бэтмен / Брюс Уэйн — Трой Бейкер
- Супермен / Кларк Кент, Альфред Пенниуорт — Нолан Норт
- Киборг / Виктор Стоун — Хари Пейтон
- Флэш / Барри Аллен — Джеймс Арнольд Тэйлор
- Чудо-женщина / Диана Принс, Лоис Лейн — Грей Делайл
- Аквамен / Артур Карри, Мэн-Бэт — Ди Брэдли Бейкер
- Лекс Лютор, Джокер — Джон Ди Маджо
- Капитан Холод, Чёрная Манта — Кевин Майкл Ричардсон
- Бэт-Майт — Пол Рубенс
- Пингвин — Томас Кенни